# Gabriel-Marie Nicolas
Gabriel-Marie Nicolas, nascut Gilbert Nicolas (Riam, Puèi Domat, Alvèrnia, 1461-1463 - Rodés, 1532) fou un prevere, frare dels franciscans observants, cofundador de l'Orde de l'Anunciació de Santa Maria, amb Santa Joana de Valois. Proclamat servent de Déu per l'Església catòlica, és venerat com a beat al si de la família franciscana.

## Biografia
Gilbert Nicolas nasqué a Riam cap al 1461. Als setze anys entrà al convent de Notre-Dame de Lafond, prop de La Rochelle, pertanyent a la província franciscana observant de França. Va anar a estudiar al convent d'Amboise, on fou prevere i lector de teologia. Entre 1498 i 1502 fou porter del convent, que prengué rellevància per la presència de la cort reial al castell. Hi conegué llavors la princesa Santa Joana de Valois, filla de Lluís XI de França, que l'escollí com a confessor i director espiritual.
Quan el duc d'Orleans, futur Lluís XII de França, anul·là el seu matrimoni amb Joana, Gilbert Nicolas donà suport a la dona i quan aquesta marxà a Bourges, demanà a Nicolas que l'acompanyés. L'ajudà en el seu projecte de fundar un nou orde monàstic femení, d'espiritualitat franciscana i dedicat a la Mare de Déu; hauria de servir perquè "a la terra, cadascuna de nosaltres, ben conscient de les seves deficiències, esdevingui conforme a la vida de la Mare de Déu, per honorar Déu i per la salvació del món". Gabriel Maria va obtenir l'aprovació del projecte per Alexandre VI en 1501, i les cinc primeres novícies van fer els vots al nou orde el 20 d'octubre de 1502, any que el papa n'aprovà la regla, redactada pel franciscà. La fundació va ser aprovada pel rei Lluís XII amb cartes del 3 de desembre de 1503.

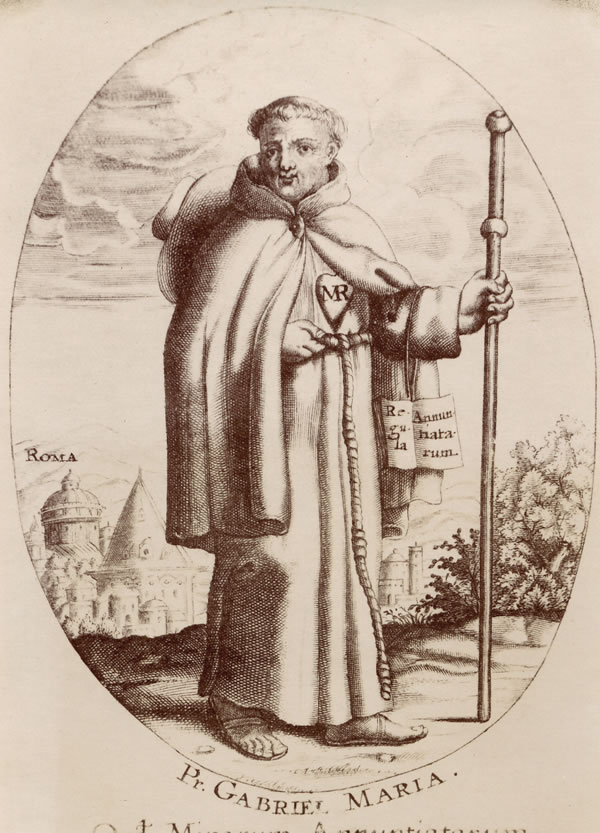
Dibuix, s. XVII, amb el pare Gilbert Nicolas anant a Roma per obtenir l'aprovació de la regla de l'Anunciació.

A banda, va ésser un dels principals defensors de l'observança franciscana, arribant a defensar-ne l'autonomia davant el papa Alexandre VI i oposant-se al ministre general franciscà Egidio Delfini, que la volia integrar a la vida normal de l'orde conventual. Fou nomenat vicari de la província observant d'Aquitània en 1503 i en 1508, vicari de la província de Borgonya. En 1511 fou vicari general de l'Observança Ultramontana, que comprenia totes les províncies de l'Europa occidental fora d'Itàlia. Publicà nombrosos escrits defensant l'observança, com el Nou tractats sobre les deu plagues que afligeixen la Pobresa. Va tornar a França com a vicari provincial i, novament, vicari general de l'Observança fins al 1517, quan el papa Lleó X proclamà la plena independència dels franciscans conventuals i la preeminència dels observants sobre aquests últims.
Continuà dirigint espiritualment l'Orde de l'Anunciació de Santa Maria i va obtenir del papa la facultat de canviar el seu nom Gilbert pel de Gabriel Maria per la seva devoció envers la Mare de Déu. Escrigué diverses obres dirigides a les monges de l'Anunciata: comentaris a la regla, sermons marians, etc. També va donar suport i consell a la reforma de l'orde de les clarisses urbanistes i les germanes del Tercer Orde Regular de Sant Francesc: escrigué una regla per a les terciàries de Chateau-Gontier, després adoptada per altres comunitats franceses.
En 1520 fou confirmat com a comissari general de l'Observança Ultramontana i en visità les províncies de França, Irlanda, Anglaterra i Escòcia. Va predicar la croada contra els otomans i va iniciar la investigació sobre la influència del luteranisme entre els frares. Ministre provincial de Provença, va reformar el convent de Parí.
Va morir el 27 d'agost de 1532 al convent de l'Orde de l'Anunciació de Rodés (Avairon).

## Obres
- Tractat de teologia moral. Inèdit, manuscrit: Mss Toulouse Bibl. municip. N°257.
- Regla de les virtuts i plaers de la Verge Maria (1502)
- Sermons sobre la Regla de les virtuts i plaers de Maria (1502-1503)
- Breu declaració de la seguretat dels estatuts dels observants
- Qüestió d'un doctor de teologia sobre la Regla de Sant Francesc
- Nou tractat sobre les deu plagues que afligeixen la pobresa dels frares menors
- Estatuts generals de les germanes de la Mare de Déu
- Regla del Tercer Orde de Sant Francesc de les germanes de Chasteaugontier que viuen en l'obediència, castedat, pobresa i clausura

## Veneració

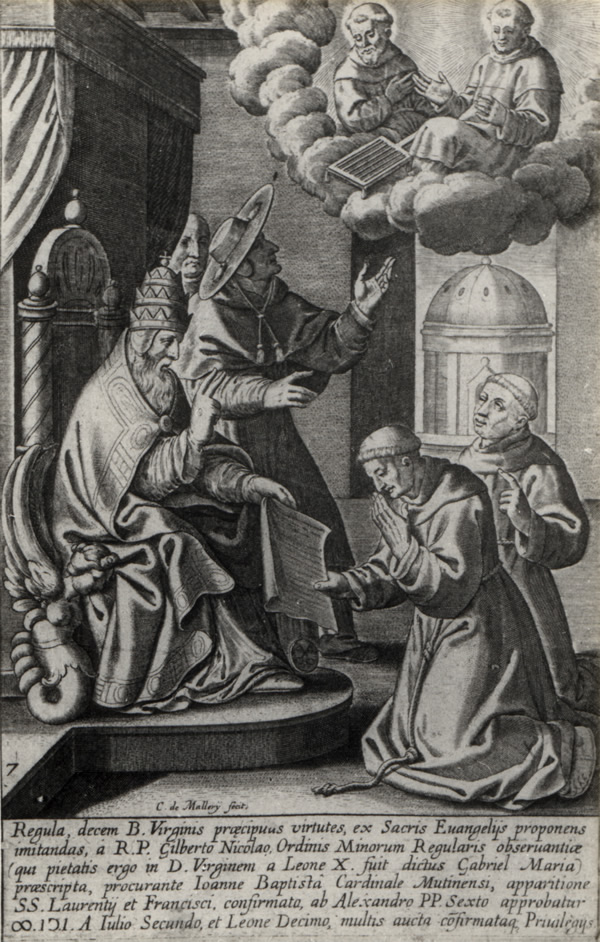
Lleó X aprova la regla de Gabriel Maria Nicolas a Roma, gravat del.

L'orde franciscà i el de l'Anunciació van demanar la seva beatificació. El procés de beatificació fou incoat per la diòcesi de Créteil-Agen (protocol número 2529 de la Congregació de Causes dels Sants). El de desembre de 1916 se n'aprovaren els escrits i fou declarat servent de Déu. El procés apostòlic s'obrí el 1927, quan se'n confirmà el culte professat al si de la família franciscana. i fins al 2003 no se'n reprengué la causa, actualment en curs.
Malgrat no haver estat beatificat, la família franciscana el considera beat i li ret culte.